# Finala Cupei Campionilor Europeni 1957
Finala Cupei Campionilor Europeni 1957 a fost un meci de fotbal, care a avut loc pe Stadionul Santiago Bernabéu în Madrid, Spania pe 30 mai 1957. S-a jucat între Real Madrid din Spania și ACF Fiorentina din Italia. Real Madrid a câștigat cu 2-0, golurile fiind marcate de Di Stéfano și Gento în a doua repriză.

## Detalii
| Real Madrid                     | 2 – 0  | Fiorentina |
| ------------------------------- | ------ | ---------- |
| Di Stéfano 69' (pen.) Gento 75' | Report |            |

| Real Madrid | Fiorentina |

| REAL MADRID:             |    |                    |
|                          |    |                    |
| P                        | 1  | Juan Alonso        |
| F                        | 2  | Manuel Torres      |
| F                        | 3  | Marquitos          |
| F                        | 4  | Rafael Lesmes      |
| F                        | 5  | Miguel Muñoz (c)   |
| M                        | 6  | José María Zárraga |
| M                        | 7  | Raymond Kopa       |
| M                        | 8  | Enrique Mateos     |
| M                        | 9  | Alfredo Di Stéfano |
| A                        | 10 | Héctor Rial        |
| A                        | 11 | Francisco Gento    |
| Antrenor:                |    |                    |
| José Villalonga Llorente |    |                    |

| FIORENTINA:       |    |                    |
|                   |    |                    |
| P                 | 1  | Giuliano Sarti     |
| F                 | 2  | Ardico Magnini     |
| F                 | 3  | Alberto Orzan      |
| F                 | 4  | Sergio Cervato (c) |
| F                 | 5  | Aldo Scaramucci    |
| M                 | 6  | Armando Segato     |
| M                 | 7  | Julinho            |
| M                 | 8  | Guido Gratton      |
| M                 | 9  | Giuseppe Virgili   |
| A                 | 10 | Miguel Montuori    |
| A                 | 11 | Maurilio Prini     |
| Antrenor:         |    |                    |
| Fulvio Bernardini |    |                    |